# Zalmedina
Zalmedina o Zahebaxorta o Zahbaleil es un tipo de magistrado de Aragón durante las épocas musulmana, medieval cristiana y moderna. Desaparece junto a la derogación de los Fueros de Aragón en 1707 por Felipe V de Borbón.
El origen de esta palabra es árabe: Sahib al-medina que significa jefe de la ciudad.

## Creación
Según la versión mayoritaria entre los arabistas, era el mismo cargo que existía en las ciudades musulmanas, mientras que los historiadores aragoneses opinan que sólo coinciden en su denominación. En todo caso era de la misma índole que el comes civitatis de la antigua Roma.
Durante el califato, en la corte de los Omeyas el máximo representante del reino actuaba como un rey, tanto en su apariencia como en su poder. En algunas cortes como Córdoba había varios de estos personajes, en virtud de ministros del sultán. En ocasiones actuaba como juez supremo de la provincia, en lugar del cadí.
Al fraccionarse el califato, esta figura se mantuvo en Aragón, empezando por Zaragoza tras la reconquista. Poco cambió de la definición inicial: era jefe de policía y juez de asuntos criminales, al mando de sayones y alguaciles, además de jueces. Al mismo tiempo era inspector de tierras y se encargaba de hacer ejecutar las penas.
Tras las taifas, las primeras noticias datan de 1118 en el fuero de los Infanzones de Zaragoza y de Tudela, mezclándose con la del zabalzorta.
En un principio era nombrado directamente por el rey, comenzando por Jaime I, quien los designaba según le pagaran. El pueblo de Aragón protestó por estos desmanes y posteriormente se decidió que los representantes del pueblo nombraran a 6 candidatos, y el rey elegía al que quería. Este procedimiento se describe en el Archivo de la Corona de Aragón.

## Tareas
Sus atribuciones se especifican en las ordenanzas de Zaragoza, y son:
- Visita de inspección a la cárcel, informándose de la causa de cada reo y su estado
- Elegir un abogado de oficio para los pobres. Esto se hacía conjuntamente al capitol y consello
- Tomar juramento para este abogado, y seguir sus progresos
- Perseguir a los maleantes, castigar a los tahures
- Actuar en las quejas contra oficiales
- Ejecutar las órdenes de pago
- Nombrar tutores y curadores

El despacho del zalmedina estaba situado en el ayuntamiento, y cuando el espacio era insuficiente, en la casa de la cofradía de la Virgen del Pilar.
En un inicio, el cargo era vitalicio pero Fernando I decidió que fuera de solo 3 años. Alfonso V redujo este tiempo a 12 meses, y no podía ser elegido más de 2 veces.

## Ayudantes
Dado que era la máxima representación del poder, no era posible establecer juicio contra él hasta que no saliera de su cargo. Para esto se nombraba un jurado especial compuesto por los jueces de la taula, cuya tarea ejercían únicamente durante los 50 días posteriores al cese del zalmedina.
Como ayuda para el tribunal se nombró un asesor. Su función era de consejero del mandatario, para evitar que cometiera acciones contrarias al derecho. Este asesor era un doctor en derecho común y foral que también ejercía como vigilante de su superior para impedirle abusar de su cargo. Por eso era nombrado por el rey.
Otra figura destacada era el notario, encargado de reflejar las actuaciones judiciales.
El lugarteniente era el que se encargaba de los casos y acciones menores. Nombrado por el rey pero a las órdenes del zalmedina, era la persona sobre quien delegaba en asuntos de menor trascendencia. Primeramente este cargo se conoció como juez de 500 sueldos.
Los llamados sayones actuaban como alguaciles o sirvientes. Entre sus deberes se incluían el de custodiar al zalmedina, citar a juicio, detener a las personas requeridas, ejecuciones menores, levantar atestados, y cualquier actuación requerida por su superiores.

## Evolución
Este cargo era complementario del Justicia de Aragón y se sabe que algunos asuntos fueron causa de litigios entre ambos.
En 1705 la estructura jurídica cambió en España y esta figura desapareció.
En la España actual se corresponde con la figura del gobernador civil.
En honor de esta figura, en Zaragoza existe una calle con este nombre.